# Surangel S. Whipps
Surangel S. Whipps ist ein ehemaliger Geschäftsmann und Politiker in Palau. Er diente als Präsident des Senate of Palau (Januar 2005–April 2005, und 25. April 2007–15. Januar 2009), und als Speaker des House of Delegates of Palau (Januar 1993–November 1996).

## Leben
Whipps wurde in Airai geboren.
Er graduierte 1971 an der University of Baltimore und kehrte 1972 nach Palau zurück. Er begann seine politische Karriere 1982, als er für seinen Heimatstaat, Ngatpang, ins gewählt wurde. 1984 wurde er in das House of Delegates of Palau im 2. Olbiil Era Kelulau aufgenommen. Er diente dort 16 Jahre lang. Whipps ist auch der Gründer der Firma Surangel and Sons Company, zu der unter anderem Ksau’s Motors, die einzige Autohandelsfirma für Toyota in Palau gehört.
Sein Sohn, Surangel Whipps Jr. wurde 2021 der 10. Präsident von Palau.

## Politik
Im Januar 2008 stellte Whipps ein Gesetz für Mindestlohn vor, in dem nicht nur Einheimischen Palauern, sondern auch ausländischen Arbeitern ein Mindestlohn gewährt werden sollte. Ziel war es Palauern größere Chancen auf eine Anstellung zu verschaffen.